# Херон (острів)
Острів Херон (англ. Heron Island, 23°26'31"S, 151°54'50"E) — кораловий острів, розташований біля тропіка Козерога в південній частині Великого Бар'єрного рифу за 72 км на північний схід від міста Гледстоун, Квінсленд, Австралія і за 539 км на північ від столиці штату Брисбена.

## Географія

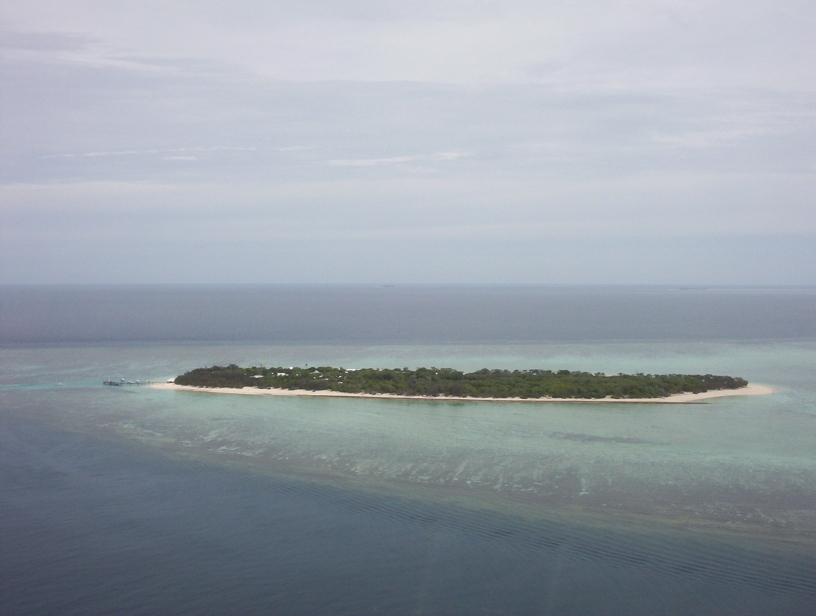
Острів Херон з повітря, з південного заходу.

Острів розташований на підвітряній (західній) стороні рифа Херон, відомого своїм біорізноманіттям, де мешкають від 900 до 1 500 видів риб і 72 % видів коралів Великого Бар'єрного рифу.
Острів має приблизно 800 м завдовжки і 300 м завширшки, з площею близько 16 га. Найвища точка острова, біля його західного берега, має висоту 3,6 м над рівнем моря, ця точка є частиною гряди дюн, що вивищується приблизно на 3 м уздовж західного і південного берегів острова.
Цей острів та дослідницька станція на ньому є сценою багатьох подій першої частини роману Артура Кларка «Велика глибина» (The Deep Range).